# Liré
Liré korábbi község Franciaország Loire mente régiójában, Maine-et-Loire megyében. 2015. december 15-én nyolc másik korábbi községgel egyesült és Orée d’Anjou új község része lett.
Lakosainak száma 2505 fő (2018. január 1.). Liré Ancenis, Anetz, Bouzillé, Drain, Le Fuilet és Saint-Laurent-des-Autels községekkel határos.

## Népesség
A település népességének változása:
| Lakosok száma | 1806 | 1935 | 2159 | 2140 | 2154 | 2396 | 2450 | 2494 | 2538 | 2505 |
|               | 1962 | 1968 | 1982 | 1990 | 1999 | 2008 | 2011 | 2013 | 2017 | 2018 |